# Bornemisza-kúria
A buzai Bornemisza-kúria műemlék épület Romániában, Kolozs megyében. A romániai műemlékek jegyzékében a CJ-II-m-B-07541 sorszámon szerepel.

## Története
A Bornemisza család 1599 óta volt birtokos a faluban, amikor Izabella királyné Bornemissza Benedeknek adományozta a falu felét, amit Bebek Ferenctől hűtlenség miatt vett el. A jelenlegi kúria a 19. században épült.
A kúriában az 1960-as években szövetkezet, a 2000-es években élelmiszerbolt működött.